# Alpha Acosta
Ana Alpha Christina Acosta Lucas (Colima, 21 de enero de 1973) es una actriz mexicana de cine, teatro y de televisión.

## Carrera
Inició su carrera en 1993 en la telenovela Tenías que ser tú de ahí siguió participando en algunas novelas y en Televiteatros es hasta 1995 que le ofrecen protagonizar la telenovela Morelia donde comparte créditos con Arturo Peniche y Cecilia Bolocco, esta telenovela se convertiría en un hit en América Latina y le daría fama y reconocimiento internacional. Más adelante protagoniza la telenovela Los hijos de nadie donde compartiría créditos con Ramón Abascal y Yolanda Andrade siendo esta la última telenovela que realiza en Televisa. En 1999 se cambia a TV Azteca y antagoniza la telenovela Romántica obsesión. Luego obtiene en 2001 un papel estelar en la telenovela Cara o cruz y en 2003 vuelve a las villanas y antagoniza la telenovela La hija del jardinero  donde comparte créditos con Mariana Ochoa. En 2006 regresa a las telenovelas y viaja a Colombia participando en la exitosa telenovela La hija del mariachi donde comparte créditos con Carolina Ramírez y Mark Tacher.
En 2014 después de estar alejada por siete años de la televisión, Alpha regresa con un personaje estelar para Telemundo en la telenovela La impostora, donde personifica a Valentina Altamira, compartiendo créditos con Lisette Morelos, Sebastian Zurita y Christian Bach. En 2018 regresa al cine en filme Niños Asesinos dirigida por Ricardo Tavera debutando así en la actuación su pequeño hijo Gian Franco Acosta en el papel de Dani y Alpha Acosta en el papel de la Juez. En 2018 regresa a las televisión con el personaje de Anel en la serie José José el príncipe de la canción, para Telemundo. En 2020 y durante la pandemia, filma la saga The Juniors y la Fórmula Imperial franquicia de 6 películas latinoamericana.

## Filmografía

### Televisión
- Esta historia me suena (2022) ... Gaby[13]
- Un día para vivir (2021) ... Maritza
- Enemigo íntimo (2018) .... Minerva Zambrano
- José José, el príncipe de la canción (2018) .... Ana Elena 'Anel' Noreña (Etapa 2)
- Eva la Trailera (2016) .... Anastasia Soler
- La impostora (2014) .... Valentina Altamira/Leticia[14]
- La hija del mariachi (2006-2007) .... Teniente Guadalupe Morales
- La hija del jardinero (2003-2004) ... Consuelo Alcántara de Sotomayor
- Cara o cruz (2001) .... Cony
- Romántica obsesión (1999) .... Támara
- Los hijos de nadie (1997) .... Verónica Isabelly
- Morelia (1995-1996) .... Morelia Solorzano Ríos / Morelia Montero Iturbide / Amanda Weiss
- Prisionera de amor (1994) .... Mariana
- Tenías que ser tú (1992-1993) .... Roxana
- La picara soñadora (1991) .... Melissa

## Cine y programas
- Televiteatros 1993
- Días de combate 1994 - Hermana
- Cilantro y perejil 1995 - Nora
- ¿Qué nos pasa? 1998
- La migra 1995 - Nivea
- Todos los días son tuyos 2007 - Conductora
- Cercanía 2008 - Susana
- La mala luz 2012 - Ginecóloga
- Mi vida con Adrián 2014 - Abuela de Daniela
- Niños Asesinos 2018 - La Juez
- The Juniors y la Fórmula Imperial 2021 - Pimpinela Krangt

## Teatro
- Mamá, te voy a demandar (2016)[15]
- Esqueletos en la cama (2015)[16]
- Todos eran mis hijos (2009)[17]
- Los tres sexos de la luna (2000)[18]

## Premios y nominaciones

### Premios TVyNovelas
| Año  | Categoría            | Telenovela | Resultado |
| ---- | -------------------- | ---------- | --------- |
| 1996 | Lanzamiento femenino | Morelia    | Nominada  |